# Supercoupe d'Algérie de football 2017
Navigation
Supercoupe d'Algérie 2016 Supercoupe d'Algérie 2018
L'édition 2017 de la Supercoupe d'Algérie de football oppose, le 1er novembre 2017, l'ES Sétif champion d'Algérie en titre et le CR Belouizdad vainqueur de la Coupe d'Algérie en titre.
Le groupe de télécommunications ATM Mobilis est le sponsor de la compétition.

## Le retour de la compétition
La Supercoupe d'Algérie de football est une compétition récente du football algérien. Il s'agit d'une compétition qui se joue sur une seule rencontre entre le vainqueur de la Coupe d'Algérie et le Champion d'Algérie de football de première division.

## Les qualifiés
Pour cette édition, les deux qualifiés sont les tenants des titres du Championnat d'Algérie de l'édition 2017, l'ES Sétif et de la Coupe d'Algérie de l'édition 2017, le CR Belouizdad. Ces deux équipes se sont disputé le trophée de la Supercoupe d'Algérie.

### Le champion d'Algérie
- ES Sétif.

### Le vainqueur de la Coupe d'Algérie
- CR Belouizdad.

## La rencontre
| Entraîneur :       |
| Kheireddine Madoui |

| Entraîneur :  |
| Ivica Todorov |

| Entraîneur :       |
| Kheireddine Madoui |

| Entraîneur :  |
| Ivica Todorov |